# Sancho IV. (Kastilien)

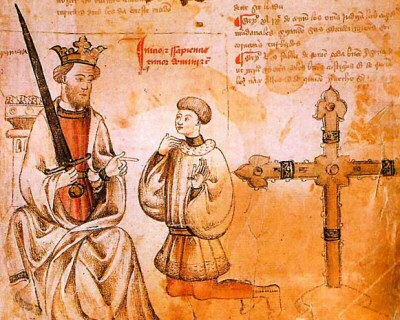
Sancho IV.

Sancho IV de Borgoña, el Bravo (der Tapfere; * 1257 oder 1258; † 25. April 1295 in Toledo), war König von León und von Kastilien. Er war ein Sohn von Alfons dem Weisen und der Violante von Aragón, einer Tochter König Jakobs I.

## Leben
Ein älterer Sohn Alfons des Weisen, Ferdinand de la Cerda (1255–1275), konnte die Thronfolge nicht antreten, da er noch vor seinem Vater verstarb. Alfons verfügte in seinem Testament, dass die Herrschaft an den ältesten Sohn Ferdinands, Alfonso de la Cerda übergehen solle, und enterbte seinen zweiten Sohn Sancho. Doch seinem Wunsch wurde nie entsprochen.
Sancho erhob sich ohne Rücksicht auf die Verfügung seines Vaters im April 1284 zum König und wurde in Toledo gekrönt. Er wurde von der Mehrheit im Volke und im Adel anerkannt, doch existierte auch eine beachtliche Anhängerschaft der Infanten von la Cerda, welche die Ausführung des Testamentswillens forderten. Die Regierungszeit Sanchos war daher von internen Machtkämpfen und Fehden geprägt. Einer seiner wichtigsten Kontrahenten war der Infant Juan, der Bruder Alfons’ X., welcher sich mit Lope Díaz III. de Haro verbündete, dem Fürsten der Biskaya. König Sancho ließ de Haro hinrichten und seinen Onkel Juan in den Kerker werfen. Den Geschichtsschreibern zufolge gab er auch den Befehl zur Exekution von 4000 Anhängern der Infanten von la Cerda in der Stadt Badajoz, 400 weiteren in Talavera und zahlreichen anderen in Ávila und Toledo.

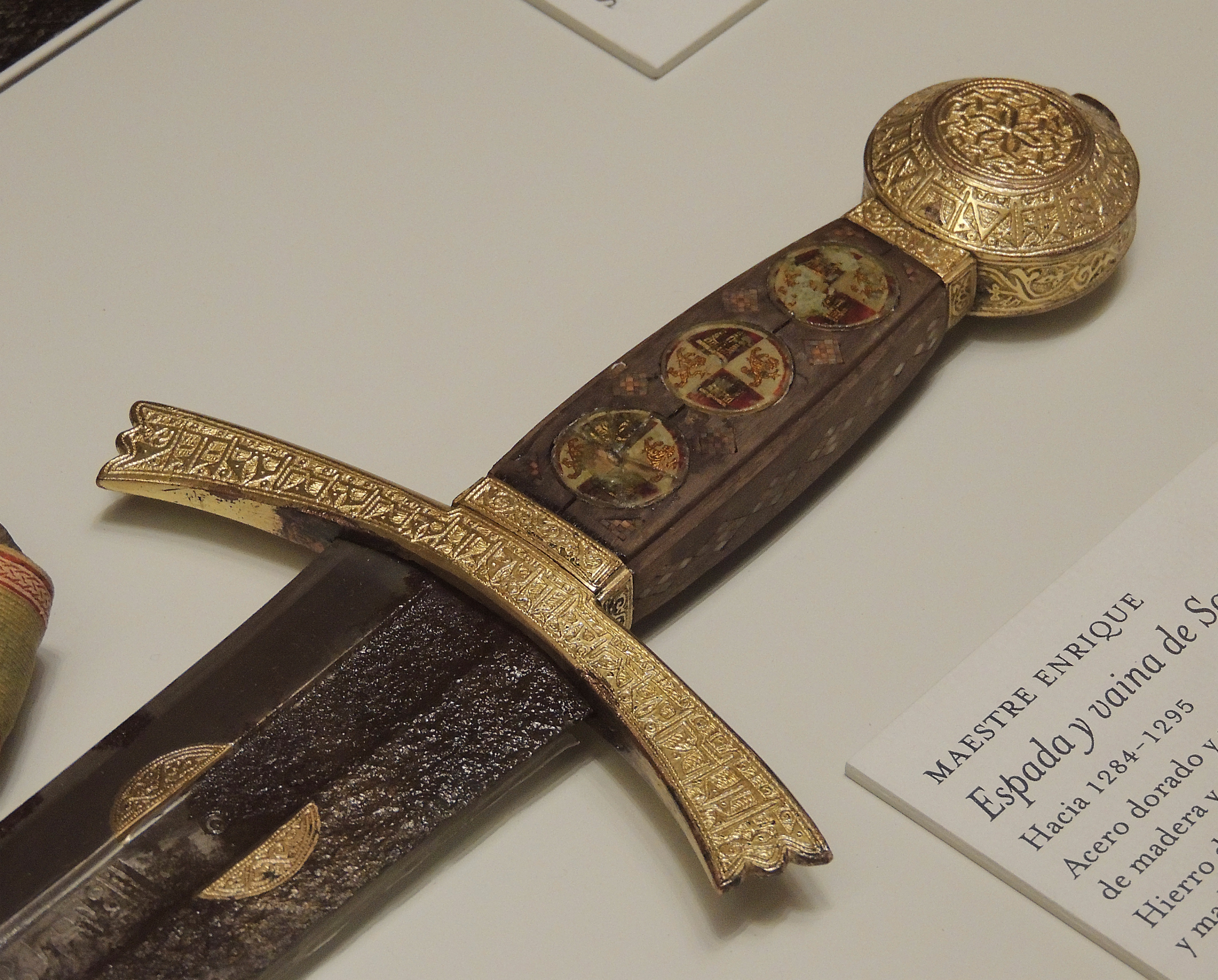
Schwertgriff des Schwertes von Sancho IV. im Museum für Wandteppiche und Textilien in der Kathedrale von Toledo.

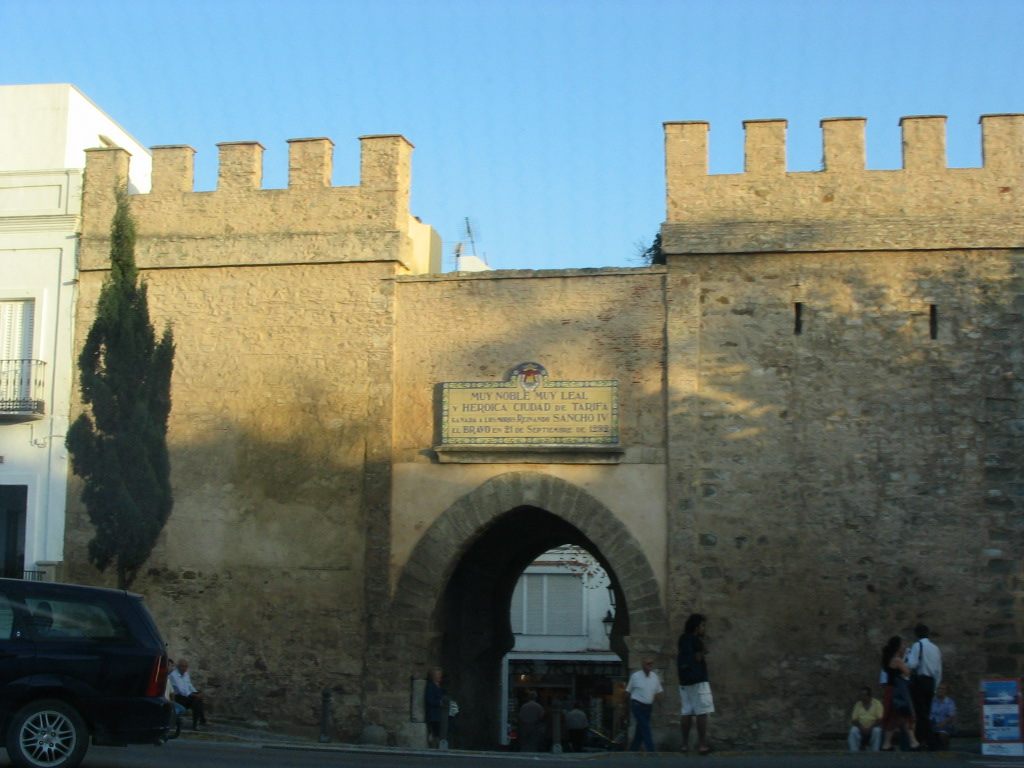
Stadttor mit Gedenktafel zu Ehren der Kämpfer von Tarifa

Nach diesen Ereignissen begnadigte er seinen Onkel Juan, der sich nach kurzer Zeit erneut gegen Sancho erhob. In Tarifa kam es zum Kampf. Juan rief die Meriniden aus Marokko zu Hilfe, und sie belagerten den Ort, dessen Verwalter Guzmán der Gute, Herrscher Leóns, die Verteidigung anführte. Die Verteidigung der Stadt und insbesondere der unschuldige Tod von Guzmáns Sohn wurden zur Legende. Tarifa wurde erbittert verteidigt und die Meriniden zogen sich nach Marokko zurück. Somit zerschlugen sich sowohl die Ambitionen Juans als auch jene des Sultans von Marokko, der eine Invasion geplant hatte.
Als Jakob II. den Thron von Aragón bestieg, näherten sich die Königreiche einander an und stärkten dadurch die Reconquista.
Sancho IV. war ein Freund und Lehrmeister des Infanten Don Juan Manuel.
Sancho starb 1295 und hinterließ als Nachfolger seinen neun Jahre alten Sohn Ferdinand. Er stand anfangs unter der Vormundschaft seiner Mutter Maria de Molina, welche den Ansprüchen anderer Infanten mit Erfolg entgegentrat. Auch die Rivalität mit den Infanten von la Cerda und deren Verbündeten blieb weiterhin bestehen.

## Ehe und Nachkommen
Sancho IV. heiratete 1282 María de Molina (1265–1321), gemeinsam hatten sie mehrere Kinder:
- Isabella von Kastilien (* 1283, † 1328)

1. ⚭ Jakob II., König von Aragón
2. ⚭ Johann III., Herzog der Bretagne

- Ferdinand IV. von Kastilien (* 1285, † 1312), Gatte der Konstanze von Portugal
- Alfonso (* 1286, † 1291)
- Enrique (* 1288, † 1299)
- Pedro von Kastilien (* 1290, † 1319), Gatte der Maria von Aragon
- Felipe von Kastilien (* 1292, † 1327), Gatte seiner Cousine Margarita de la Cerda
- Beatrix von Kastilien (* 1293, † 1359) ⚭ Alfons IV. von Portugal

## Anekdoten
- Sancho IV. war in der Provinz Zamora auf der Jagd, als an einem Hügel (dem Raposero) ein Rebhuhn aufflog. Das Rebhuhn versuchte sich in einem Ginsterstrauch zu verstecken, und als der König nach der Beute suchte, fand er ein Bild der Jungfrauen Maria. Man rief die Kleriker herbei und entschied, das Bild in die Kirche San Antolín in Zamora zu bringen. Der König befahl, am Fundort eine Kirche zu errichten. Zudem vergab er ein Privileg an 12 Ansiedler, welche von nun an „Vasallen der Himmelskönigin“ waren unter der Bedingung, dass sie sich an jenem Orte niederließen. Die zwölf Ansiedler, welche aus Palencia kamen, gründeten ein Dorf namens La Hiniesta, welches noch heute besteht.
- Obwohl er der Sohn Alfons des Weisen war, konnte Sancho weder lesen noch schreiben.
- Am 8. Juni 1288 war König Sancho in Alfaro, um mit Lope Díaz III. de Haro, dem Herren von Biskaya, und Juan Alfonso López de Haro I., dem Fürsten von Cameros, über Schlösser und Frauen zu diskutieren. Als die Unterredung in einen Streit mündete, befahl Sancho die Gefangennahme Lope de Haros. Daraufhin erhob sich der Graf und sprach: "Gefangener? Wie? Zum Teufel! Oh, Ihr Meinen!", ergriff mit der Hand ein Messer und bewegte sich mit gezogenem Messer zu der Türe, an welcher der König stand ... die Schützen und Ritter, welche den Grafen gegen den König gehen sahen, verletzten den Grafen und hieben mit dem Schwert auf seinen Arm und schlugen ihm diesen ab, und der Arm mitsamt dem Messer fiel zu Boden;  und sie schlugen seinen Kopf mit einer Keule, so dass er tot zu Boden fiel. (gemäß der Crónica del reinado de Sancho IV el Bravo. Claudio Sánchez Albornoz - Aurelio Viñas. Lecturas históricas españolas. Madrid 1981. Seite 152f. ISBN 84-321-2086-3.)

## Titel
Am Ende seiner Regentschaft war Sancho IV. König von Kastilien, Toledo, León, Galicien, Sevilla, Córdoba, Murcia, Jaén und der Algarve.